# Marian Filc
Marian Filc (16. září 1948 – 9. února 1993) byl slovenský krasobruslař, reprezentant ČSSR. Byl starším bratrem hokejového trenéra Jána Filce. Vynikal především ve volné jízdě. Podle krasobruslařské trenérky Hildy Múdré byl nadanější než olympijský vítěz Ondrej Nepela.

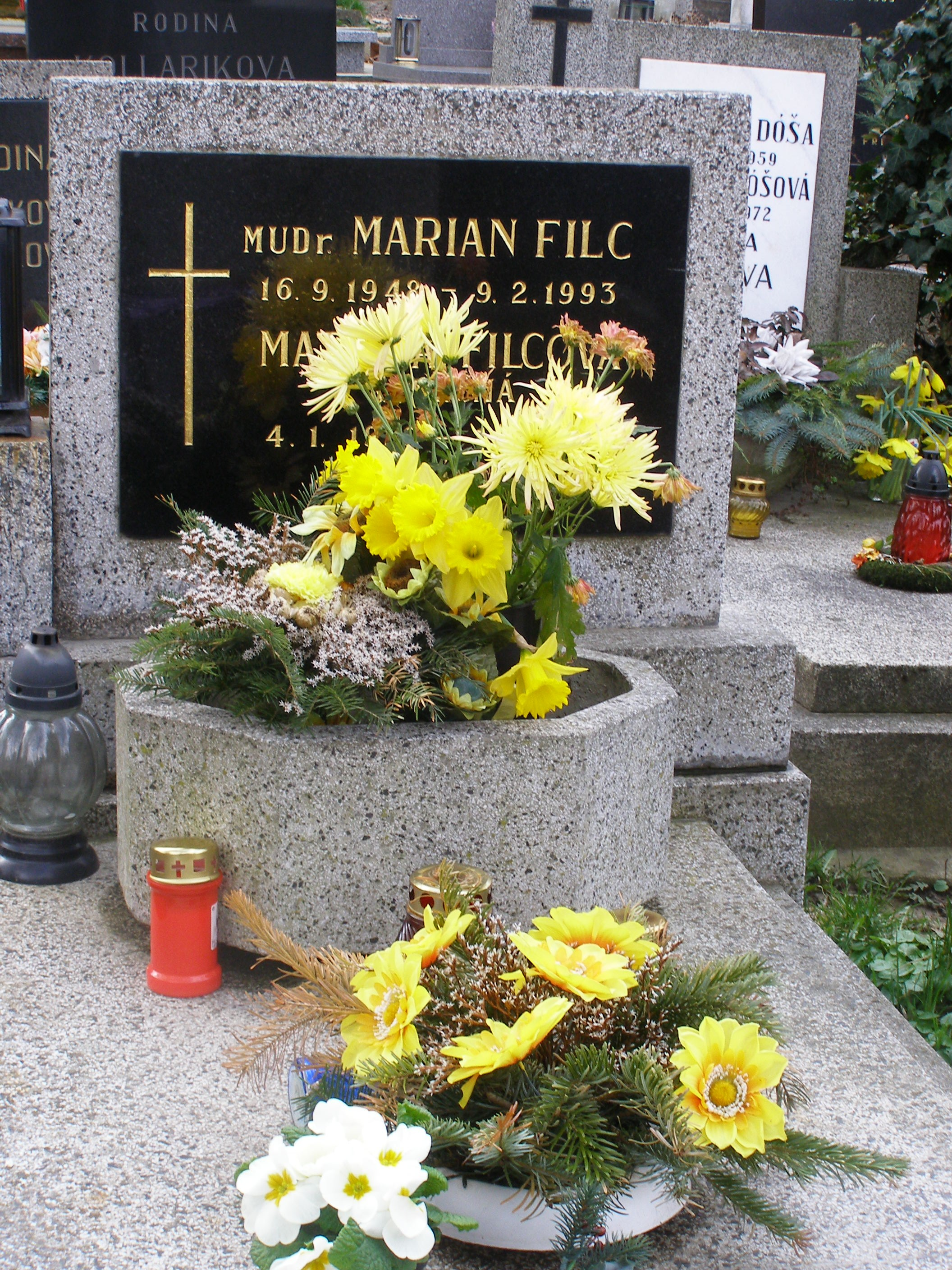
Hrob Mariana Filce na hřbitově Slávičie údolí

S manželkou Slavkou Gajdošovou (také krasobruslařkou) měl dvě děti: Michala a Ninu. Emigroval do Rakouska, kde pracoval jako zubař. Podlehl infarktu v blízkosti svého domu ve Vídni, části Floridsdorf.

## Výsledky
| Soutěž                                     | 1962 | 1963 | 1964 | 1965 | 1966 | 1967 | 1968 | 1969 |
| ------------------------------------------ | ---- | ---- | ---- | ---- | ---- | ---- | ---- | ---- |
| Zimní olympijské hry                       |      |      |      |      |      |      | 10   |      |
| Mistrovství světa v krasobruslení          |      |      |      |      |      | 14   | 15   | 9    |
| Mistrovství Evropy v krasobruslení         |      | 21   |      | 13   | 8    | 10   | 7    | 8    |
| Zimní Univerziáda                          |      |      |      |      |      |      | 2    |      |
| Mistrovství Československa v krasobruslení | 7    | 3    | 4    | 2    | 2    | 2    | 2    | 2    |